# Bernat de Gordon
Bernat de Gordon (francès: Bernard de Gordon)  (Gordon, dècada del 1250 - Perpinyà, dècada del 1320) va ser un metge occità, professor de medicina a la Universitat de Montpeller a partir de 1285.
El 1296 va escriure el treball terapèutic, De diciem ingeniis seu indicationibus curandorum morborum.
El 1303, va esmentar l'ús d'ulleres com una forma de corregir la hipermetropía.
La seva obra més important va ser la Lilium mediciane, impresa a Nàpols el 1480, a Lió el 1491, i a Venècia el 1494. En aquesta obra descriu la pesta, la tuberculosi, la sarna, l'epilèpsia, l'àntrax, i la lepra, entre altres malalties.

## Obres

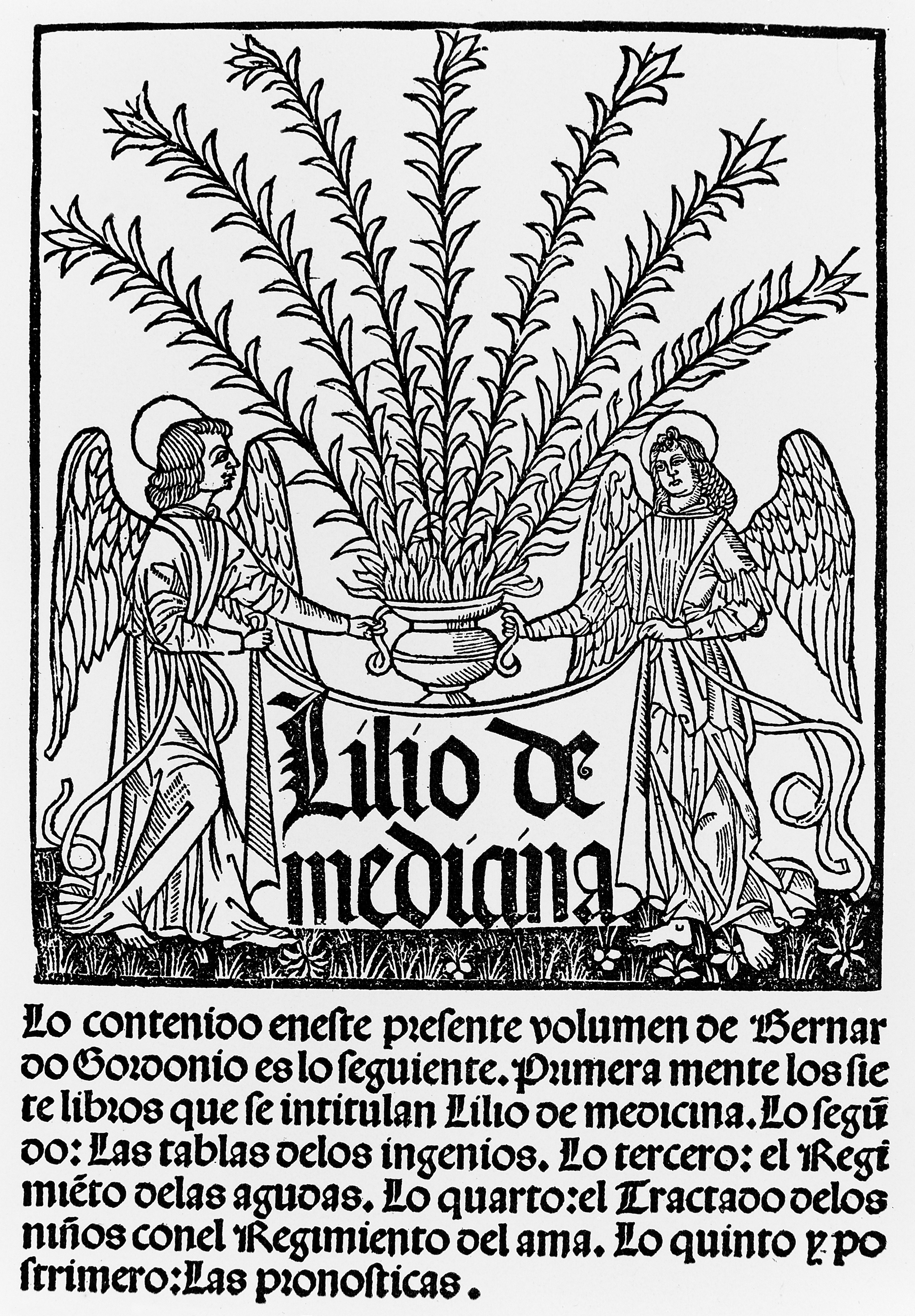
Lilio de Medicina.

- De regimine acutorum morborum, 1294.
- Liber pronosticorum/Tractatus de crisi et de diebus creticis, 1295.
- Liber de conservatione vitae humanae, 1308.[5]
- Practica seu Lilium medicinae, 1303.